# Sedymentologia
Sedymentologia – nauka o powstawaniu skał osadowych, a bardziej szczegółowo, dziedzina geologii zajmującą się procesami powstawania, wietrzenia, erozji, transportu, depozycji (sedymentacji) i diagenezy skał osadowych. Sedymentologia szczegółowo zajmuje się analizą współczesnych elementów krajobrazu Ziemi (środowisk sedymentacyjnych) pod kątem przytoczonych procesów geologicznych.

Schematyczne przedstawienie zasady pierwotnego poziomego ułożenia warstw

Zgodnie z zasadą uniformitaryzmu, badania sedymentologiczne współczesnych osadów znajdują zastosowanie w interpretacji historii geologicznej, czyli środowiska powstawania i późniejszych przemian skał osadowych i zawartych w nich struktur. Zasada pierwotnego poziomego ułożenia warstw zakłada, że osady są deponowane zgodnie z kątem naturalnego zsypu i najczęściej tworzą poziomo lub połogo zalegające warstwy skał. Z tą zasadą jest związane także pierwotne pionowe następstwo występowania skamieniałości powstałych w kolejnych etapach rozwoju basenu sedymentacyjnego. Zasada poziomej ciągłości podaje, że warstwy osadów pierwotnie rozciągają się w każdym kierunku, chyba że są ograniczone poprzez jakiś obiekt, ukształtowanie terenu lub materiał nie może być dalej transportowany w wyniku stopniowej utraty energii środowiska transportu.
Skały osadowe oraz luźne osady pokrywają około 80 procent powierzchni Ziemi . W przypadku zarówno lądowej, jak i morskiej części Polski, są to głównie osady czwartorzędowe. Skały osadowe mają ważne znacznie ekonomiczne:
- są związane ze złożami metali, soli, surowców energetycznych: ropy, gazu, węgla, itp.,
- tworzą większość zbiorników wód gruntowych,
- służą jako materiały budowlane i ozdobne lub surowce do produkcji materiałów budowlanych,
- stanowią podłoże gruntowe dla obiektów budowlanych, a ich pochodzenie decyduje o jego właściwościach fizycznych i mechanicznych.